# Meloboris neglecta
Meloboris neglecta là một loài tò vò trong họ Ichneumonidae.